# Lawrence Weiner

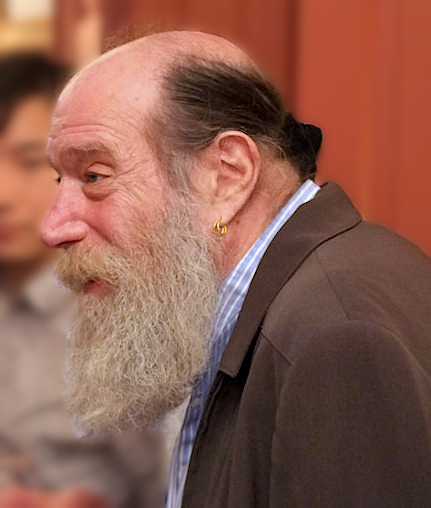
Lawrence Weiner an der TYPO London Konferenz 2011

Lawrence Weiner (* 10. Februar 1942 in New York; † 2. Dezember 2021 ebenda) war ein US-amerikanischer bildender Künstler. Weiner galt als ein Vertreter der Konzeptkunst, die in den 1960er-Jahren aus dem Minimalismus entstand.

## Leben
Weiner wuchs im Stadtteil Bronx von New York City auf. Er besuchte nach seinem Highschool-Abschluss nur für kurze Zeit das Hunter College in New York, bevor er sich der Kunst zuwandte. Ab 1992 war Weiner Mitglied der österreichischen Künstlerinnengruppe Die Damen, mit der er 1993 auf der Biennale in Venedig mit der Aktion Böse ist besser präsent war. 2007 nahm er am Symposium Personal Structures Time-Space-Existence teil, ein durch den Künstler Rene Rietmeyer initiiertes Projekt.

## Werk

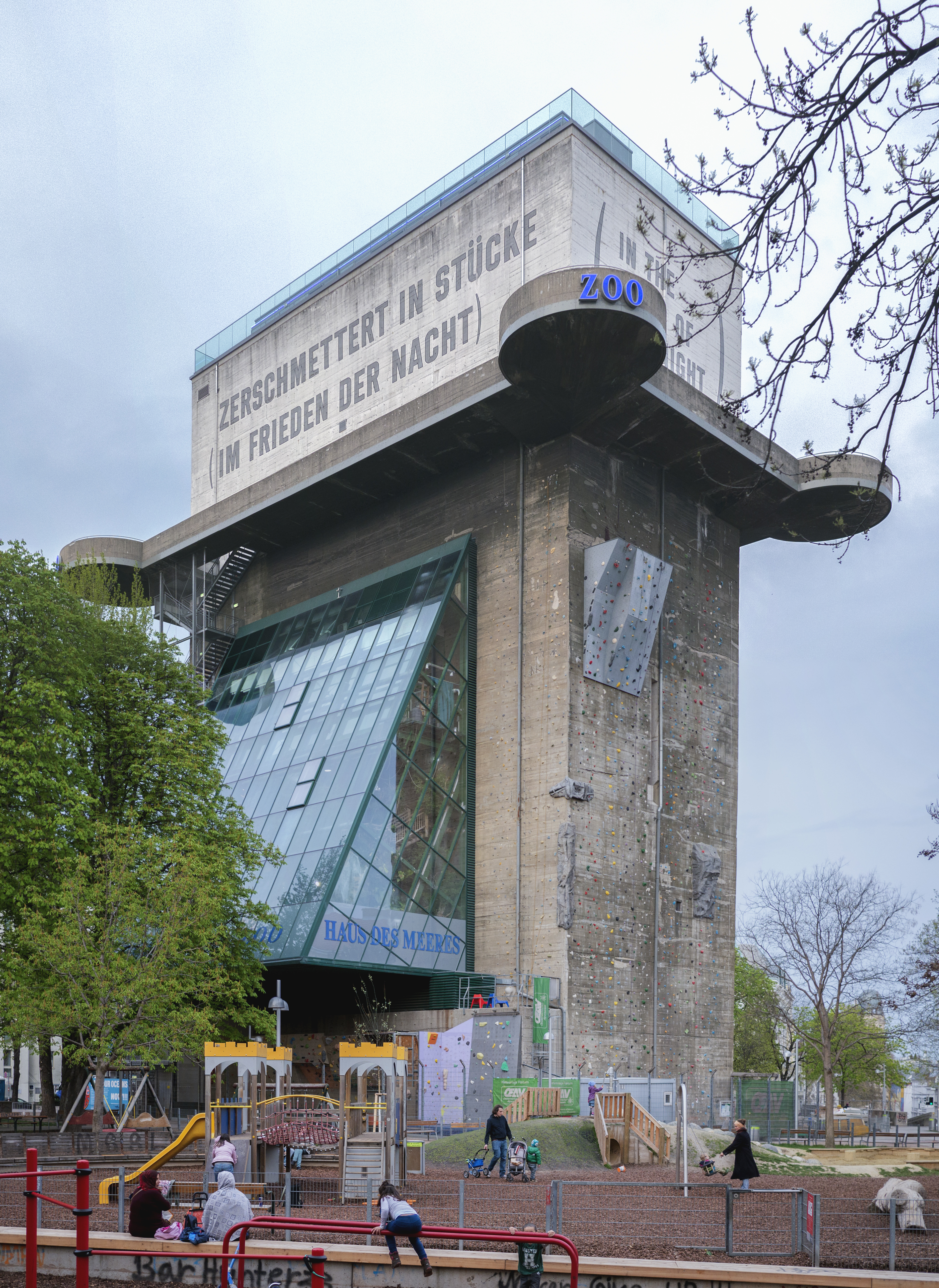
Der 1991 von Lawrence Weiner umgestaltete Flakturm im Esterházypark in Wien: Zerschmettert in Stücke (im Frieden der Nacht) / Smashed to Pieces (in the Still of the Night) (Foto: 2016)

Weiners frühe Arbeiten umfassen Experimente mit geformten Leinwänden und aus Teppichen ausgeschnittenen Quadraten. Seit 1960 wurde er in Einzelausstellungen präsentiert. 1968, nachdem LeWitt im Jahr zuvor seine Paragraphs on Conceptual Art formuliert hatte, schuf Weiner seine Declaration of Intent: 
1. Der Künstler kann das Werk herstellen. (The artist may construct the piece.)
2. Das Werk kann angefertigt werden. (The piece may be fabricated.)
3. Das Werk braucht nicht ausgeführt zu werden. (The piece need not be built.)
Jede Möglichkeit ist gleichwertig und entspricht der Absicht des Künstlers, die Entscheidung über die Ausführung liegt beim Empfänger zum Zeitpunkt des Empfangs. (Each being equal and consistent with the intent of the artist the decision as to condition rests with the receiver upon the occasion of receivership.)

Ab den frühen 1970er-Jahren wurden Wand-Installationen Weiners bevorzugtes Medium. Daneben befasste er sich mit Videokunst, Filmkunst, Büchern, Audioaufnahmen, Performances, Plakaten, Multiples, Grafik und verschiedenen weiteren Formen der Präsentation seiner Textarbeiten, die er als Skulpturen verstand.

## Publikationen
Weiners 1968 erschienenes erstes Buch Statements (herausgegeben von der Louis Kellner Foundation und Seth Siegelaub), ein 64-seitiges Taschenbuch, in dem er mehrere Projekte beschrieb, gilt als eines der bedeutendsten Werke dieser Zeit zur Konzeptkunst. Im selben Jahr war er an dem ebenfalls von Seth Siegelaub herausgegebenen Xeroxbook und 1969/70 an „When Attitudes Become Form“ von Harald Szeemann in der Kunsthalle Bern beteiligt.

## Sammlungen

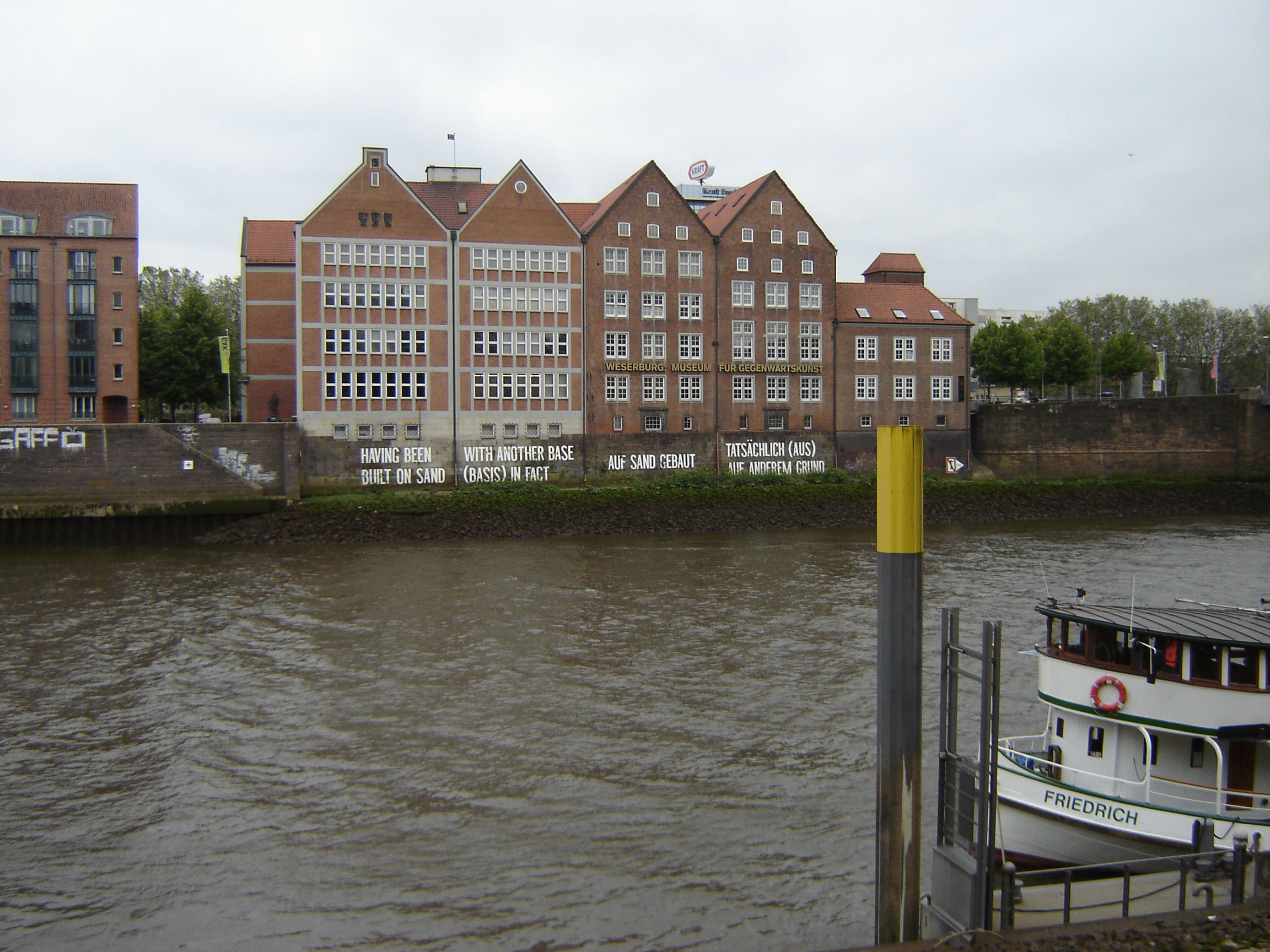
Nord-Ost-Außenwand: Neues Museum Weserburg und Gesellschaft für Aktuelle Kunst in Bremen an der Weser.

Werke von Lawrence Weiner befinden sich u. a. in folgenden Einrichtungen:
- British Museum in London
- K21 im Ständehaus in Düsseldorf
- Dortmunder Museum am Ostwall
- Museum moderner Kunst Stiftung Ludwig in Wien
- Neuen Museum Weserburg Bremen, Nord-Ost-Außenwand zur Weser
- Johanneskirche (Düsseldorf) in Düsseldorf.

## Auszeichnungen
- 1995: Wolfgang-Hahn-Preis der Gesellschaft für Moderne Kunst.
- 2015: Roswitha Haftmann-Preis[4]
- 2017: Wolf-Preis, Sparte Kunst, gemeinsam mit Laurie Anderson[5]
- 2022: Oskar-Kokoschka-Preis[6]

## Ausstellungen
- 1969: January 5-31, 1969, McLendon Building, New York
- 1969: Op Losse Schroeven. Situaties en cryptostructuren, Stedelijk Museum, Amsterdam
- 1969: When Attitudes Become Form, Kunsthalle Bern
- 1969: Lawrence Weiner. 5 Works, Anna Leonowens Gallery, Nova Scotia College of Art, Halifax
- 1969: 557,087, The Seattle Art Museum, Seattle / 1970: 955,000, The Vancouver Art Gallery, Vancouver
- 1969: Prospect 69, Städtische Kunsthalle Düsseldorf
- 1969: Konzeption – Conception, Städtisches Museum Leverkusen, Schloß Morsbroich, Leverkusen
- 1970: Conceptual Art and Conceptual Aspects, The New York Cultural Center, New York
- 1970: Art in the Mind, Org.: Athena Spear, Allen Memorial Art Museum, Oberlin College, Oberlin
- 1970: Lawrence Weiner, Gegenverkehr. Zentrum für aktuelle Kunst, Aachen
- 1970: Information, The Museum of Modern Art, New York
- 1970: Software, The Jewish Museum, New York
- 1971: Guggenheim International Exhibition, The Solomon R.Guggenheim Museum, New York
- 1971: Sonsbeek 71: Buiten de Perken, Sonsbeek, Arnheim
- 1971: Arte de Sistemas / Art Systems, Centro de Arte y Comunicación, Buenos Aires
- 1972: 36. Biennale di Venezia, Venedig
- 1972: documenta 5, Kassel.
- 1973: Lawrence Weiner, Westfälischer Kunstverein, Münster
- 1973: Lawrence Weiner, Städtisches Museum Mönchengladbach
- 1976: Lawrence Weiner, Van Abbemuseum, Eindhoven / Kunsthalle Basel
- 1977: documenta 6, Kassel
- 1978: Lawrence Weiner, The Renaissance Society at the University of Chicago, Chicago
- 1979: Lawrence Weiner. Video, Van Abbemuseum, Eindhoven
- 1982: Lynda Benglis, Joan Brown, Luis Jimenez, Gary Stephan, Lawrence Weiner: Early Work, The New Museum of Contemporary Art, New York
- 1982: documenta 7, Kassel
- 1983: Albert Mertz & Lawrence Weiner. Nordjyllands Kunstmuseum, Aalborg
- 1983: Lawrence Weiner. Werke und Re-Konstruktionen / Works and Re-Constructions, Kunsthalle Bern
- 1983: The Lawrence Weiner Poster Archive of the Nova Scotia College of Art & Design 1965–1983, Anna Leonowens Gallery, Nova Scotia College of Art and Design, Halifax
- 1985: Lawrence Weiner. Sculpture, ARC Musée d’Art Moderne de la Ville de Paris, Paris
- 1987: Lawrence Weiner. 5 Figures of Structure, The Arts Club of Chicago, Chicago
- 1988: Lawrence Weiner. Altered to Suit / Passend gemacht, Museum Haus Esters, Krefeld
- 1988: Art Conceptuel I, capc Musée d’art contemporain, Bordeaux
- 1988: Lawrence Weiner. Works from the Beginning of the Sixties Towards the End of the Eighties, Stedeijk Museum, Amsterdam
- 1989: Lawrence Weiner. Bücher, Portikus, Frankfurt am Main
- 1989: L’art conceptuel, une perspective, ARC Musée d’Art Moderne de la Ville de Paris, Paris
- 1990: Lawrence Weiner. Licht = (Licht), Joods Historisch Museum, Amsterdam
- 1990: Lawrence Weiner. With the Passage of Time, Hirshhorn Museum and Sculpture Garden, Washington D.C.
- 1991: Lawrence Weiner. Displacement, Dia Center for the Arts, New York
- 1992: Lawrence Weiner. Riten des Übergangs / Rites of Passage, Lenbachhaus/Kunstforum, München
- 1994: Lawrence Weiner. Ohne Rücksicht oder / Or Without Regard, Städtische Kunstsammlungen Chemnitz
- 1995: Lawrence Weiner. Von Punkt zu Punkt / From Point to Point, Kunstverein St. Gallen.
- 1995: Orient/ation. 4th International Istanbul Biennial, Istanbul
- 1996: Lawrence Weiner. Slipping & Sliding / Rutschen & Schlittern, Kärntner Landesgalerie in der Kunsthalle Ritter, Klagenfurt
- 1997: Skulptur. Projekte in Münster 1997, Münster
- 1998: Lawrence Weiner. Auf den Wind geschrieben / Written on the Wind, Kunsthalle Nürnberg
- 2000: Lawrence Weiner. Nach Alles / After All, Deutsche Guggenheim, Berlin
- 2000: Lawrence Weiner. Bent & Broken Shafts of Light / Gebeugte & gebrochene Lichtstrahlen, Kunstmuseum Wolfsburg
- 2001: Lawrence Weiner. Por si mísmo / Per se, Palacio de Cristal, Biblioteca Museu Nacional Centro de Arte Reina Sofía, Madrid
- 2001: 49. Biennale di Venezia, Venedig
- 2002: Lawrence Weiner. Until It Is, Wexner Center for the Arts, The Ohio State University, Columbus
- 2004: Lawrence Weiner. Covered by Clouds / Cubierto por nubes, Museo Tamayo Arte Contemporáneo, Mexiko-Stadt
- 2006: Lawrence Weiner. X Y & Z, Bawag Foundation, Wien
- 2007: 52. Biennale di Venezia, Venedig
- 2007: Lawrence Weiner. As Far As the Eye Can See, Whitney Museum of American Art, New York / 2008: Museum of Contemporary Art, Los Angeles / K21 Kunstsammlung Nordrhein-Westfalen, Düsseldorf
- 2009: Sharjah Biennial 9, Sharjah, United Arab Emirates
- 2010: EMSCHERKUNST.2010 mit dem Projekt "Lichtinstallation im Klärbecken & Catch as catch can"
- 2011: Liam Gillick & Lawrence Weiner. A Syntax of Dependency: / Een syntaxis van afhankelijkheid: / Une syntaxe de dependance:, Museum van Hedendaagse Kunst, Antwerpen
- 2012: documenta 13[7]
- 2013: Lawrence Weiner. Written on the Wind, Museu d’Art Contemporani, Barcelona / Op de wind geschreven, Stedelijk Museum, Amsterdam.
- 2013: 55. Biennale di Venezia, Venedig
- 2015: 14th Istanbul Biennial, Istanbul
- 2015: Lawrence Weiner. Within a Realm of Distance, Blenheim Palace, Woodstock, Oxfordshire
- 2016: Lawrence Weiner. Wherewithal / Was es braucht, Kunsthaus Bregenz

Gruppenausstellungen
- 2019: POSTCARD RELOADED, Europäischer Kunstverein im Kunstraum Potsdam
- 1994/95: Rosebud – Jenny Holzer, Matt Mullican, Lawrence Weiner, Städtische Galerie im Lenbachhaus und Kunstbau, München[8]